# Samuel Okunowo
Samuel Gbenga Okunowo (Ibadán, 1 de marzo de 1979) es un exfutbolista nigeriano. Su demarcación era la de lateral derecho.

## Trayectoria

### Shooting Stars F.C.
Okunowo empezó su carrera futbolista profesional en el club Shooting Stars F.C., de su ciudad natal, Ibadán, procedente de las categorías inferiores del Kwara Bombers donde jugó entre 1993 y 1995. Empezó disputando algunos minutos en el año 1995, a la edad de 16 años, ese año el Shooting Stars F.C. conquistó el título de liga nigeriana. En 1996, con 17 años, Okunowo ya era titular habitual en el conjunto nigeriano y el club fue subcampeón de la Liga de Campeones de la CAF.

### F. C. Barcelona
Okunowo fue fichado por el F.C. Barcelona en 1997, con 18 años recién cumplidos, procedente del equipo nigeriano Shooting Stars tras ser observado por los ojeadores del Barça de aquella época en un torneo amistoso celebrado en Lisboa. Al incorporarse a la disciplina blaugrana milita una temporada en el F.C. Barcelona B. En la temporada 98/99 Louis van Gaal por entonces entrenador del primer equipo, decide darle la oportunidad a Okunowo en el F.C. Barcelona. El nigeriano disputa 14 partidos de liga con el club de blaugrana (8 de ellos como titular) entre esos partidos destaca su aparición como titular en el partido del centenario ante el Atlético de Madrid. La campaña del debut de Okunowo con el primer equipo blaugrana coincide con la conquista del título de liga por parte del club catalán. Esa misma temporada Okunowo disputó 3 partidos de Champions League en los que el F.C. Barcelona se enfrentó a Brøndby IF, Bayern Múnich y Manchester United aunque el club no consiguió clasificarse para la siguiente fase al quedar tercero en el Grupo D.

### Después del Barcelona
Samuel Okunowo, la joven promesa fichada por el F.C. Barcelona tuvo una suerte dispar en distintos equipos en los que ha militado después de su paso por la entidad culé. Su progresión futbolística se estancó, algunos analistas opinan que por la falta de continuidad y esta situación se puede apreciar en que no volvió a ser llamado por su selección nacional a partir de 2001.
Siendo aún jugador del F.C. Barcelona fue cedido al Benfica y al Club Deportivo Badajoz. Después de finalizar su compromiso con el club azulgrana Samuel Okunowo militó en numerosos equipos europeos y también cuenta con experiencias en Irán y Maldivas, con distinta suerte y aportación en cada uno de ellos. Militó también en el Stal Avchests cedido por el Metalurh Donetsk. A finales de 2007 entrenó durante dos semanas con el Vilanova del Camí de 2ª regional catalana con el objetivo de no perder la forma física mientras esperaba la resolución de los trámites necesarios para acudir a la prueba con el club noruego Bryne FK que finalmente no le quiso ofrecer un contrato después de la finalización del período de prueba. El 19 de febrero de 2009 ficha por el VB sports, de las Islas Maldivas, equipo con el que consigue ganar el campeonato de liga y sumar de esta forma un título más a su palmarés. En 2010 juega en el Waltham Forest F.C., un equipo que milita en la Ryman Division 1 North (algo así como la 7ª división del fútbol británico) El fichaje del futbolista nigeriano por este equipo supuso una gran expectación por parte de los aficionados del club, pues es el primer jugador con experiencia internacional del club (8 veces internacional con Nigeria en categoría absoluta) y con experiencia en el fútbol profesional como atestigua el título de liga de su etapa en el  F.C. Barcelona. De nuevo Okunowo decepcionó y recaló en 2011 en el Sunshine Stars de la liga nigeriana, equipo donde pone fin a su carrera deportiva en el año 2012.

### Curiosidades
Okunowo Marcó su primer gol como profesional en el minuto 50 de partido con el SL Benfica frente al Estrela da Amadora el 4 de octubre de 1999.
En octubre de 2011 se crea en Gijón (Asturias) un equipo de fútbol-sala aficionado con el nombre de 'Amigos de Okunowo' como homenaje al exjugador blaugrana.
En julio de 2012, un grave incendio originado en una central eléctrica destruyó su apartamento en una urbanización de Ibadán, su ciudad natal. Hay que reseñar, que según sus propias declaraciones ayudó a desalojar el edificio salvando probablemente las vidas de sus vecinos del grave incendio eléctrico que fue sofocado por unidades de los bomberos y del Ejército Nigeriano.

## Clubs
| Club                            | País       | Año       |
| ------------------------------- | ---------- | --------- |
| Kwara Bombers                   | Nigeria    | 1993-1995 |
| Shooting Stars Fútbol Club      | Nigeria    | 1995-1997 |
| FC Barcelona B                  | España     | 1997-1998 |
| FC Barcelona                    | España     | 1998-2001 |
| SL Benfica (cedido)             | Portugal   | 1999-2000 |
| Club Deportivo Badajoz (cedido) | España     | 2000-2001 |
| Ionikos FC                      | Grecia     | 2001-2003 |
| Dinamo Bucarest                 | Rumanía    | 2003-2004 |
| SK Tirana                       | Albania    | 2004-2005 |
| Metalurh Donetsk                | Ucrania    | 2005-2007 |
| Stal Alchevsk (cedido)          | Ucrania    | 2006-2007 |
| FC Aboomoslem                   | Irán       | 2008      |
| VB Sports                       | Maldivas   | 2009-2010 |
| Waltham Forest FC               | Inglaterra | 2010      |
| Sunshine Stars                  | Nigeria    | 2012      |

## Selección nacional
Okunowo fue un jugador clave en el Campeonato del Mundo Sub-20 de 1999 para Nigeria anotando un penalti frente a la selección Irlandesa en los octavos de final del torneo, propiciando así el pase de la selección nigeriana a la siguiente ronda.
También participó en la Copa África del año 2000 donde Nigeria fue subcampeona (perdió en la prórroga ante Camerún) y en los Juegos Olímpicos de Sídney celebrados en el año 2000. En total disputó 5 partidos con las categorías inferiores, 3 partidos con la selección olímpica y 8 partidos con la selección absoluta.
Cabe señalar que en la primera edición de la Meridian Cup disputada en 1997 en Lisboa, Samuel Okunowo formó parte del combinado titular de Nigeria que quedó campeón ganando a España 3 a 2 en la final.
| Selección                      | Torneo                                 | Posición         |
| ------------------------------ | -------------------------------------- | ---------------- |
| Nigeria sub-17                 | UEFA-CAF Meridian Cup 1997             | Campeón          |
| Nigeria sub-20                 | Copa Mundial de Fútbol Juvenil de 1999 | Cuartos de final |
| Selección Olímpica de Nigeria  | Sídney 2000                            | Cuartos de final |
| Selección de fútbol de Nigeria | Copa Africana de Naciones 2000         | Finalista        |

## Palmarés

### Con los clubs
- 1 Liga Premier de Nigeria - Shooting Stars Fútbol Club (95/96)
- Subcampeón de la Liga de Campeones de la CAF - Shooting Stars Fútbol Club (1996)
- 1 Primera División de España - F.C. Barcelona (98/99)
- 1 Copa de Rumania - Dinamo de Bucarest (2004)
- 1 Primera División de Albania - SK Tirana (04/05)
- 1 Supercopa de Albania - SK Tirana (2005)
- 1 Dhivehi League de Maldivas - VB Sports (2009)

### Con la Selección
- Campeón de la UEFA-CAF Meridian Cup - Nigeria sub-18 (1997)
- Subcampeón de la Copa Africana de Naciones - Nigeria (2000)